# Jaroslav Huleš
Jaroslav Huleš (Písek, 2 luglio 1974 – Písek, 8 luglio 2004) è stato un pilota motociclistico ceco.

## Carriera
Esordisce nel motomondiale nel 1993, prendendo parte al Gran Premio casalingo nella classe 125 a bordo di una Honda e partecipando allo stesso evento anche nel 1994 e nel 1995. Nello stesso periodo partecipa alle competizioni del campionato europeo 125, classificandosi al 10º posto nel '93 e al sesto nel '94, con una vittoria all'attivo, mentre nel '95 è 4º, con due vittorie e nel 1996 si piazza ottavo, con una vittoria. Sempre nel '96 disputa la sua prima stagione completa nel mondiale con una Honda del Team Pileri, giungendo 23º nella classifica finale, mentre è 21º nel 1997 con il team L.B. Racing e ventesimo nel 1998 con il Team UGT 3000.
Nel 1999 partecipa nuovamente all'europeo, piazzandosi al quarto posto in classifica con la Italjet, con cui corre anche due Gran Premi del mondiale come wild card. Nel 2000 corre l'intera stagione su Italjet eccetto l'ultima gara, quando ricopre il ruolo di sostituto per il team Semprucci Biesse con un'Aprilia, e ottiene la 19ª piazza in classifica. Nel 2001 passa a guidare una Honda per il team Matteoni Racing, concludendo al 15º posto generale. Rimane con la stessa squadra, ma con moto Aprilia, anche nella prima parte della stagione 2002, prima di passare nella seconda metà dell'anno alla classe 250, alla guida di una Yamaha del team Kurz, finendo 24º in classifica. Resta con lo stesso team per la parte iniziale della stagione successiva, passando in seguito a gareggiare con una Honda RS 250 R del team Elit Grand Prix negli ultimi Gran Premi dell'anno e giungendo 25º nella classifica finale.
L'otto luglio 2004 muore in un ospedale di Písek, per le ferite riportate a seguito di un tentativo di suicidio, lasciando la moglie Eva e un figlio di 4 anni.

## Risultati nel motomondiale
| 1993 | Classe | Moto  |  |  |  |  |  |  |  |  |  |  |    |  |  |  |  |  | Punti | Pos. |
| ---- | ------ | ----- |  |  |  |  |  |  |  |  |  |  | -- |  |  |  |  |  | ----- | ---- |
| 1993 | 125    | Honda |  |  |  |  |  |  |  |  |  |  | 23 |  |  |  |  |  | 0     |      |

| 1994 | Classe | Moto  |  |  |  |  |  |  |  |  |  |  |     |  |  |  |  |  | Punti | Pos. |
| ---- | ------ | ----- |  |  |  |  |  |  |  |  |  |  | --- |  |  |  |  |  | ----- | ---- |
| 1994 | 125    | Honda |  |  |  |  |  |  |  |  |  |  | Rit |  |  |  |  |  | 0     |      |

| 1995 | Classe | Moto  |  |  |  |  |  |  |  |  |  |    |  |  |  |  |  |  | Punti | Pos. |
| ---- | ------ | ----- |  |  |  |  |  |  |  |  |  | -- |  |  |  |  |  |  | ----- | ---- |
| 1995 | 125    | Honda |  |  |  |  |  |  |  |  |  | 20 |  |  |  |  |  |  | 0     |      |

| 1996 | Classe | Moto  |    |    |    |    |    |     |     |    |    |    |    |    |    |    |     |  | Punti | Pos. |
| ---- | ------ | ----- | -- | -- | -- | -- | -- | --- | --- | -- | -- | -- | -- | -- | -- | -- | --- |  | ----- | ---- |
| 1996 | 125    | Honda | 14 | 17 | 14 | 22 | 15 | Rit | Rit | 17 | 18 | 17 | 17 | 13 | 13 | 15 | Rit |  | 12    | 23º  |

| 1997 | Classe | Moto  |    |     |    |  |     |     |    |    |     |    |     |    |     |    |     |  | Punti | Pos. |
| ---- | ------ | ----- | -- | --- | -- |  | --- | --- | -- | -- | --- | -- | --- | -- | --- | -- | --- |  | ----- | ---- |
| 1997 | 125    | Honda | 11 | Rit | 14 |  | Rit | Rit | 11 | 13 | Rit | NP | Rit | 14 | Rit | 20 | Rit |  | 17    | 21º  |

| 1998 | Classe | Moto  |     |    |   |     |     |    |    |     |     |     |     |    |   |    |  |  | Punti | Pos. |
| ---- | ------ | ----- | --- | -- | - | --- | --- | -- | -- | --- | --- | --- | --- | -- | - | -- |  |  | ----- | ---- |
| 1998 | 125    | Honda | Rit | 14 | 6 | Rit | Rit | 12 | 15 | Rit | Rit | Rit | Rit | 19 | 8 | 18 |  |  | 25    | 20º  |

| 1999 | Classe | Moto    |  |  |  |  |  |  |  |  |  |     |     |  |  |  |  |  | Punti | Pos. |
| ---- | ------ | ------- |  |  |  |  |  |  |  |  |  | --- | --- |  |  |  |  |  | ----- | ---- |
| 1999 | 125    | Italjet |  |  |  |  |  |  |  |  |  | Rit | Rit |  |  |  |  |  | 0     |      |

| 2000 | Classe | Moto              |     |     |     |    |     |    |    |     |   |     |   |    |    |     |  |    | Punti | Pos. |
| ---- | ------ | ----------------- | --- | --- | --- | -- | --- | -- | -- | --- | - | --- | - | -- | -- | --- |  | -- | ----- | ---- |
| 2000 | 125    | Italjet e Aprilia | Rit | Rit | Rit | 14 | Rit | 14 | NP | Rit | 8 | Rit | 9 | 10 | 21 | Rit |  | 15 | 26    | 19º  |

| 2001 | Classe | Moto  |    |    |   |   |    |     |   |     |   |   |   |     |    |    |    |    | Punti | Pos. |
| ---- | ------ | ----- | -- | -- | - | - | -- | --- | - | --- | - | - | - | --- | -- | -- | -- | -- | ----- | ---- |
| 2001 | 125    | Honda | 17 | 22 | 9 | 9 | 15 | Rit | 8 | Rit | 6 | 7 | 7 | Rit | 14 | 14 | 15 | 10 | 62    | 15º  |

| 2002 | Classe | Moto    |     |     |     |     |     |    |    |  |  |  |  |  |  |  |  |  | Punti | Pos. |
| ---- | ------ | ------- | --- | --- | --- | --- | --- | -- | -- |  |  |  |  |  |  |  |  |  | ----- | ---- |
| 2002 | 125    | Aprilia | Rit | Rit | Rit | Rit | Rit | 21 | 17 |  |  |  |  |  |  |  |  |  | 0     |      |

| 2002 | Classe | Moto   |  |  |  |  |  |  |  |  |  |     |     |    |    |    |    |    | Punti | Pos. |
| ---- | ------ | ------ |  |  |  |  |  |  |  |  |  | --- | --- | -- | -- | -- | -- | -- | ----- | ---- |
| 2002 | 250    | Yamaha |  |  |  |  |  |  |  |  |  | Rit | Rit | 11 | 15 | 15 | 12 | 16 | 11    | 24º  |

| 2003 | Classe | Moto           |    |    |    |    |    |  |  |  |  |  |  |    |     |    |   |     | Punti | Pos. |
| ---- | ------ | -------------- | -- | -- | -- | -- | -- |  |  |  |  |  |  | -- | --- | -- | - | --- | ----- | ---- |
| 2003 | 250    | Yamaha e Honda | 17 | 16 | 16 | 16 | NP |  |  |  |  |  |  | 15 | Rit | 15 | 8 | Rit | 10    | 25º  |

| Legenda | 1º posto        | 2º posto            | 3º posto            | A punti      | Senza punti        | Grassetto – Pole position Corsivo – Giro più veloce |
| Legenda | Gara non valida | Non qual./Non part. | Ritirato/Non class. | Squalificato | '-' Dato non disp. | Grassetto – Pole position Corsivo – Giro più veloce |